# 逃往埃及途中歇息 (卡拉瓦乔)
《逃往埃及途中歇息》（義大利語：Riposo durante la fuga in Egitto）是意大利巴洛克大师卡拉瓦乔 的一幅画作，创作于约 1597 年，现藏于罗马的多利亚·潘菲利美术馆。 逃往埃及是美术的热门题材，但卡拉瓦乔的构图中，描绘一位天使向圣家演奏小提琴，这很不寻常。